# راکفورد (واشینگتن)
راکفورد، واشینگتن (به انگلیسی: Rockford, Washington) یک شهر در ایالات متحده آمریکا است که در شهرستان اسپوکن، واشینگتن واقع شده‌است.

## خصوصیات
راکفورد ۱٫۷۶ کیلومترمربع مساحت و ۴۷۰ نفر جمعیت دارد و ۷۲۸ متر بالاتر از سطح دریا واقع شده‌است.